# Viitorul-Pandurii Târgu Jiu
ACS Viitorul Pandurii Târgu Jiu, cunoscut sub numele de Viitorul Pandurii sau Viitorul Târgu Jiu, a fost un club de fotbal din România, care a evoluat până la nivelul ligii a II-a. Între 2017 și 2019, echipa și-a jucat meciurile acasă la Petroșani, iar din vara lui 2019, s-a mutat la Târgu Jiu. În ultimul sezon al existenței sale, în 2024, a jucat meciurile pe teren propriu la Drobeta-Turnu Severin.

## Istorie
Viitorul  Târgu Jiu a fost înființat în anul 1998 sub numele de AS Șirineasa și a jucat aproape toată istoria sa la nivel județean, în ligile a IV-a și Liga a V-a ale județului Vâlcea. La sfârșitul sezonului 2015-2016, echipa a fost campioană a județului Vâlcea și a câștigat barajul de promovare cu campioana județului Dolj, Tractorul Cetate cu scorul general de 5-4 și a promovat în Liga a III-a, pentru prima dată în istoria clubului.
Primul sezon de Liga a III-a a fost unul foarte dificil, cu probleme financiare și prestații modeste, care au dus echipa în zona retrogradării înainte de pauza de iarnă. În perioada de transferuri de iarnă, CS Șirineasa a transferat întreaga echipă a clubului desființat CSM Râmnicu Vâlcea, dar echipa tot nu și-a găsit ritmul, terminând pe locul al 13-lea și retrogradând în Liga a IV-a după doar un sezon.
În vara anului 2017 însă, deoarece locurile de Liga a III-a nu au putut fi completate cu echipe promovate de la nivel județean, clubul a fost invitat de Federația Română de Fotbal să se înscrie din nou în Liga a III-a. Clubul a acceptat și a fost preluat de omul de afaceri Nicolae Sarcină, care a vrut întâi să schimbe numele echipei în Energeticianul Târgu Jiu dar ulterior a mutat echipa din Șirineasa la Petroșani. În sezonul 2017-2018, Sarcină a investit sume peste nivelul ligii a III-a și a adus jucători cu experiență în prima ligă, cum ar fi portarul Mihai Mincă și atacantul Florin Costea, și a obținut la pas primul loc în serie și promovarea în Liga a II-a. Denumirea de Energeticianul, înregistrată tardiv în vara lui 2017, a fost oficializată la 17 iulie 2018.
Întrucât Nicolae Sarcină deținea și echipa Luceafărul Oradea în Liga a II-a 2018-2019, clubul ACS Poli Timișoara a contestat dreptul lor de participare la competiție, dar nu a avut succes. Energeticianul a retrogradat de pe cea mai înaltă poziție retrogradabilă în sezonul 2018–2019, dar Sarcină a așteptat până la începerea noului sezon, în speranța că se vor retrage alte echipe; cum aceasta nu s-a întâmplat, a retras echipa Luceafărul Oradea, iar echipa Energeticianul a luat numele de Viitorul-Pandurii, ceea ce a atras contestații atât din partea echipei Pandurii Târgu Jiu, cât și din partea clubului de Liga I FC Viitorul.
Echipa s-a desființat în octombrie 2024, după ce clubul a cerut falimentul.

## Stadion

### Stadionul Comunal
Între 1998 și 2007, atunci când echipa era cunoscută sub denumirile de AS Șirineasa și CS Șirineasa, aceasta își desfășura jocurile de acasă pe Stadionul Comunal, un stadion de 1.000 de locuri din Șirineasa, județul Vâlcea.

### Stadionul Jiul
Începând cu 2017, echipa încă denumită CS Șirineasa a fost mutată de noul proprietar de la Șirineasa la Petroșani și a început să dispute partidele de pe teren propriu pe Stadionul Jiul, o arenă cu o capacitate de peste 15.000 de spectatori.

## Parcursul competițional
| Sezon   | Nivel | Divizie     | Loc | Cupa României |
| ------- | ----- | ----------- | --- | ------------- |
| 2024–25 | 2     | Liga a II-a | 22  |               |
| 2023–24 | 2     | Liga a II-a | 16  |               |
| 2022–23 | 2     | Liga a II-a | 12  |               |
| 2021–22 | 2     | Liga a II-a | 13  |               |
| 2020–21 | 2     | Liga a II-a | 8   | Semifinale    |
| 2019–20 | 2     | Liga a II-a | 10  | Turul trei    |

| Sezon   | Nivel | Divizie                      | Loc      | Cupa României   |
| ------- | ----- | ---------------------------- | -------- | --------------- |
| 2018–19 | 2     | Liga a II-a                  | 16       | Șaisprezecimi   |
| 2017–18 | 3     | Liga a III-a (Seria a IV-a)  | 1 (C, P) | Turul patru     |
| 2016–17 | 3     | Liga a III-a (Seria a III-a) | 13       | nu a participat |
| 2015–16 | 4     | Liga a IV-a (VL)             | 1 (C, P) | Faza județeană  |
| 2010–11 | 4     | Liga a IV-a (VL)             | 9        | Faza județeană  |
| 2009–10 | 4     | Liga a IV-a (VL)             | 7        | Faza județeană  |

## Palmares
- Liga a III-a
  - Câștigătoare (1): 2017-2018

- Liga a IV-a - Vâlcea
  - Câștigătoare (1): 2015-2016